# Pedro Diniz
Pedro Diniz (n. 22 mai 1970, São Paulo, São Paulo, Brazilia) este un pilot de curse auto brazilian care a evoluat în Campionatul Mondial de Formula 1 între anii 1995 și 2000.

## Cariera în Formula 1
| Sezon | Echipă                   | Puncte | Loc clasament general |
| ----- | ------------------------ | ------ | --------------------- |
| 1995  | Parmalat Forti Ford      | 0      | -                     |
| 1996  | Ligier Gauloises Blondes | 2      | 15                    |
| 1997  | Danka Arrows Yamaha      | 2      | 16                    |
| 1998  | Danka Zepter Arrows      | 3      | 14                    |
| 1999  | Red Bull Sauber Petronas | 3      | 14                    |
| 2000  | Red Bull Sauber Petronas | 0      | -                     |